# Плевна (Канзас)
Плевна (англ. Plevna) — місто (англ. city) в США, в окрузі Ріно штату Канзас. Населення — 85 осіб (2020).

## Географія
Плевна розташована за координатами 37°58′18″ пн. ш. 98°18′34″ зх. д. / 37.97167° пн. ш. 98.30944° зх. д. (37.971783, -98.309572).  За даними Бюро перепису населення США в 2010 році місто мало площу 0,60 км², уся площа — суходіл.

## Демографія
Згідно з переписом 2010 року, у місті мешкало 98 осіб у 43 домогосподарствах у складі 29 родин. Густота населення становила 162 особи/км².  Було 50 помешкань (83/км²).
Расовий склад населення:
| - 91,8 % — білих - 1,0 % — корінних американців - 5,1 % — осіб інших рас |

До двох чи більше рас належало 2,0 %. Частка іспаномовних становила 6,1 % від усіх жителів.
За віковим діапазоном населення розподілялося таким чином: 25,5 % — особи молодші 18 років, 52,1 % — особи у віці 18—64 років, 22,4 % — особи у віці 65 років та старші. Медіана віку мешканця становила 47,0 року. На 100 осіб жіночої статі у місті припадало 78,2 чоловіків;  на 100 жінок у віці від 18 років та старших — 97,3 чоловіків також старших 18 років.
Середній дохід на одне домашнє господарство  становив 41 348 доларів США (медіана — 45 313), а середній дохід на одну сім'ю — 55 678 доларів (медіана — 48 125). За межею бідності перебувало 11,1 % осіб, у тому числі 11,8 % дітей у віці до 18 років та 0,0 % осіб у віці 65 років та старших.
Цивільне працевлаштоване населення становило 53 особи. Основні галузі зайнятості: сільське господарство, лісництво, риболовля — 22,6 %, будівництво — 15,1 %, виробництво — 11,3 %, освіта, охорона здоров'я та соціальна допомога — 11,3 %.